# Jeux olympiques de 1916

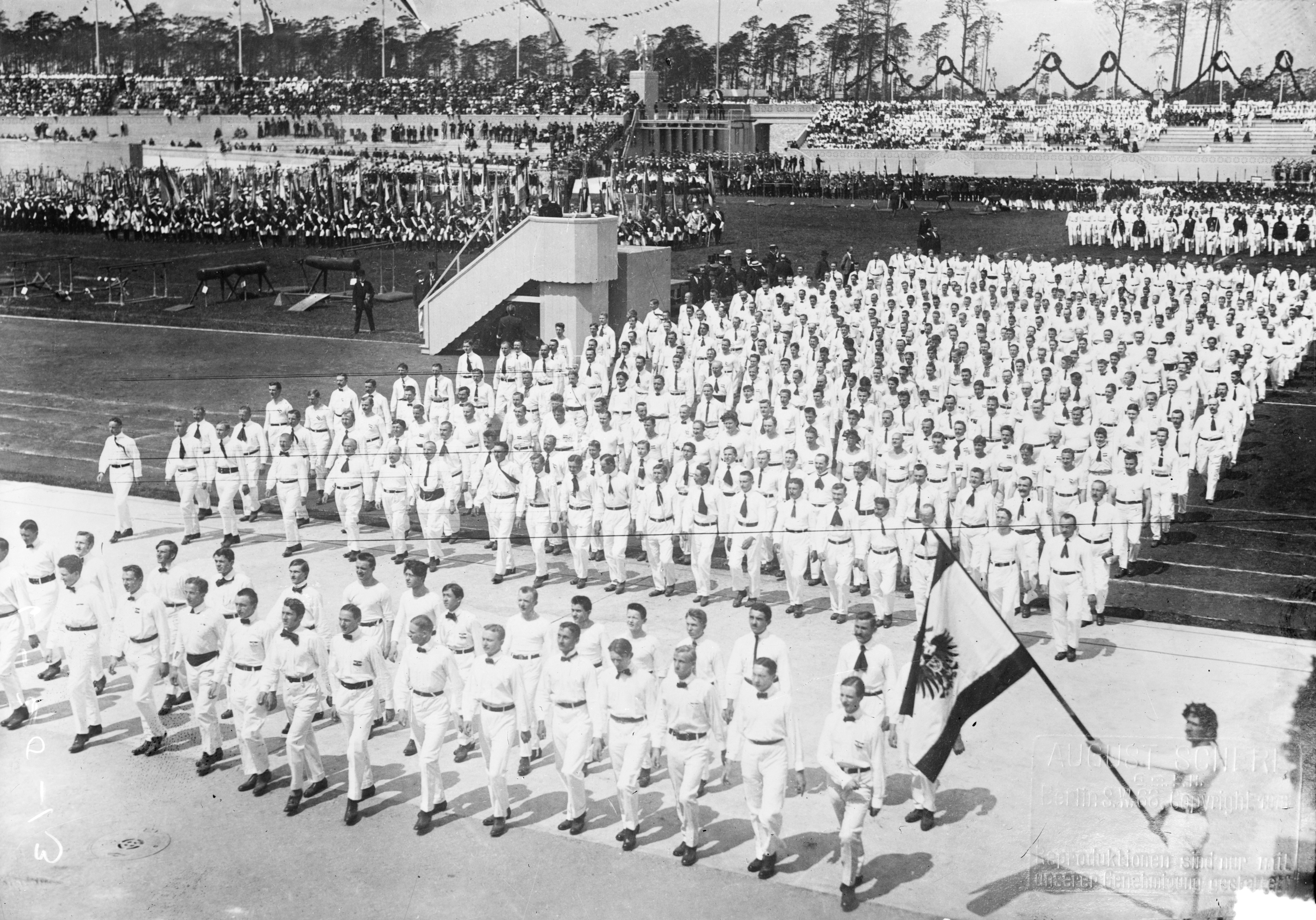
Parade pour l'ouverture du stade olympique (1913).

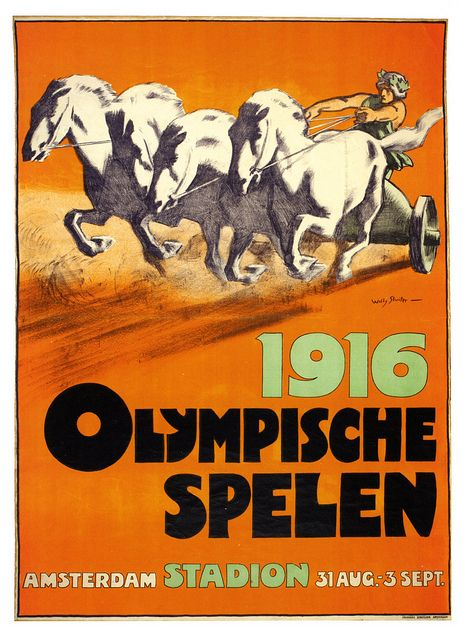
Affiche pour la candidature d'Amsterdam.

Les Jeux de la VIe Olympiade auraient dû avoir lieu à Berlin (Allemagne) en 1916. En mai 1912 à Stockholm, à l'occasion des Jeux olympiques d'été qui avaient lieu cette année-là dans la capitale suédoise, le Comité international olympique avait préféré la capitale allemande face aux candidatures de Budapest, Alexandrie, Amsterdam, Bruxelles et Cleveland pour organiser ces Jeux. Après le déclenchement de la Première Guerre mondiale en 1914, les préparatifs se poursuivirent malgré tout car dans l'opinion générale on estimait que la guerre serait de courte durée. Plus tard, les Jeux furent finalement annulés. 
Le lieu central de ces Jeux aurait dû être le Deutsches Stadion, qui fut construit en 1912-1913. 
Une semaine de sports d'hiver avec du patinage de vitesse, du patinage artistique, du hockey sur glace, et du ski nordique était aussi programmée.
En 1931, Berlin gagna finalement le droit d'organiser les Jeux olympiques d'été de 1936.